# Kevin Fiala
Pour les articles homonymes, voir Fiala.
Kevin Fiala, né le 22 juillet 1996 à Uzwil, est un joueur professionnel suisse de hockey sur glace. Il évolue au poste d'ailier. Il représente la Suisse au niveau international, mais il possède également la nationalité tchèque.

## Biographie
Son père Jan Fiala a joué en LNA pour le Hockey Club Lugano.

### Carrière en club
Kevin Fiala apprend le hockey sur glace dans le club local du EHC Uzwil. Il rejoint ensuite les équipes juniors des ZSC Lions à Zurich en 2010. Lors de sa première saison complète avec l'équipe des moins de 17 ans, il marque 52 points en 28 matchs bien qu'il soit parmi les joueurs les plus jeunes de la ligue.
En 2012, il quitte la Suisse pour aller jouer en Suède où il se joint aux équipes juniors des Malmö Redhawks. Âgé de 16 ans, il passe la majorité de la saison en J20 SuperElit, le meilleur niveau de hockey sur glace junior en Suède. Il est ensuite échangé au HV 71 avant la saison 2013-2014.
Après avoir passé le début de la saison avec l'équipe junior, Fiala fait ses débuts en Svenska Hockeyligan le 8 janvier 2014. Huit jours plus tard, il marque son premier but en hockey sur glace professionnel face au Leksands IF. Au total, il marque onze points en 17 matchs en saison régulière. En séries éliminatoires, il amasse cinq mentions d'aide, les plus de son équipe. Il est ensuite nommé parmi les quatre candidats pour le trophée Årets rookie, remis à la meilleure recrue de la SHL.
Il signe son premier contrat professionnel avec le HV 71 en mars 2014.
Il joue son premier match dans la LNH avec les Predators de Nashville le 24 mars 2015.
Le 25 février 2019, il est échangé au Wild du Minnesota en retour de l'attaquant Mikael Granlund .
Après avoir disputé 215 matchs avec le Wild, il est échangé aux Kings de Los Angeles en retour d'un choix de 1re ronde au repêchage de 2022 et du défenseur Brock Faber, le 29 juin 2022.

### Carrière internationale
Il représente la Suisse au niveau international. Il participe aux sélections jeunes. En 2014, il devient le troisième joueur, après les Biélorusses Andreï Kastsitsyne et Vadzim Karaha, à disputer les championnats du monde  des moins de 18 ans, des moins de 20 ans et sénior au cours de la même année.
Il a terminé trois fois vice-champion du monde avec la Suisse en 2018, 2024 et 2025.

## Statistiques

### En club
| Saison     | Équipe                 | Ligue            |     | Saison régulière | Saison régulière | Saison régulière | Saison régulière | Saison régulière |    | Séries éliminatoires | Séries éliminatoires | Séries éliminatoires | Séries éliminatoires | Séries éliminatoires |
| Saison     | Équipe                 | Ligue            | PJ  | B                | A                | Pts              | Pun              | PJ               | B  | A                    | Pts                  | Pun                  |                      |                      |
| 2010-2011  | ZSC Lions U17          | Novices Élites   | 25  | 10               | 10               | 20               | 14               | 7                | 0  | 2                    | 2                    | 0                    |                      |                      |
| 2011-2012  | ZSC Lions U17          | Novices Élites   | 28  | 34               | 18               | 52               | 98               | 8                | 6  | 8                    | 14                   | 24                   |                      |                      |
| 2011-2012  | ZSC Lions U20          | Juniors Élites B | 7   | 1                | 4                | 5                | 8                | 4                | 3  | 2                    | 5                    | 18                   |                      |                      |
| 2011-2012  | GCK Lions U20          | Juniors Élites A | 2   | 0                | 1                | 1                | 0                |                  |    |                      |                      |                      |                      |                      |
| 2012-2013  | Malmö Redhawks J18     | J18 Allsvenskan  | 8   | 5                | 4                | 9                | 28               | 4                | 4  | 3                    | 7                    | 4                    |                      |                      |
| 2012-2013  | Malmö Redhawks J20     | J20 SuperElit    | 33  | 9                | 19               | 28               | 28               | 3                | 0  | 0                    | 0                    | 2                    |                      |                      |
| 2013-2014  | HV 71 J20              | J20SuperElit     | 27  | 10               | 15               | 25               | 40               |                  |    |                      |                      |                      |                      |                      |
| 2013-2014  | HV 71                  | SHL              | 17  | 3                | 8                | 11               | 10               | 8                | 1  | 5                    | 6                    | 14                   |                      |                      |
| 2014-2015  | HV 71                  | SHL              | 20  | 5                | 9                | 14               | 14               | -                | -  | -                    | -                    | -                    |                      |                      |
| 2014-2015  | Admirals de Milwaukee  | LAH              | 33  | 11               | 9                | 20               | 18               | -                | -  | -                    | -                    | -                    |                      |                      |
| 2014-2015  | Predators de Nashville | LNH              | 1   | 0                | 0                | 0                | 0                | 1                | 0  | 0                    | 0                    | 0                    |                      |                      |
| 2015-2016  | Admirals de Milwaukee  | LAH              | 66  | 18               | 32               | 50               | 78               | 3                | 0  | 0                    | 0                    | 2                    |                      |                      |
| 2015-2016  | Predators de Nashville | LNH              | 5   | 1                | 0                | 1                | 0                | -                | -  | -                    | -                    | -                    |                      |                      |
| 2016-2017  | Predators de Nashville | LNH              | 54  | 11               | 5                | 16               | 18               | 5                | 2  | 0                    | 2                    | 0                    |                      |                      |
| 2016-2017  | Admirals de Milwaukee  | LAH              | 22  | 7                | 12               | 19               | 45               | -                | -  | -                    | -                    | -                    |                      |                      |
| 2017-2018  | Predators de Nashville | LNH              | 80  | 23               | 25               | 48               | 26               | 12               | 3  | 1                    | 4                    | 8                    |                      |                      |
| 2018-2019  | Predators de Nashville | LNH              | 64  | 10               | 22               | 32               | 26               | -                | -  | -                    | -                    | -                    |                      |                      |
| 2018-2019  | Wild du Minnesota      | LNH              | 19  | 3                | 4                | 7                | 10               | -                | -  | -                    | -                    | -                    |                      |                      |
| 2019-2020  | Wild du Minnesota      | LNH              | 64  | 23               | 31               | 54               | 42               | 4                | 3  | 1                    | 4                    | 10                   |                      |                      |
| 2020-2021  | Wild du Minnesota      | LNH              | 50  | 20               | 20               | 40               | 43               | 7                | 1  | 1                    | 2                    | 2                    |                      |                      |
| 2021-2022  | Wild du Minnesota      | LNH              | 82  | 33               | 52               | 85               | 52               | 6                | 0  | 3                    | 3                    | 16                   |                      |                      |
| 2022-2023  | Kings de Los Angeles   | LNH              | 69  | 23               | 49               | 72               | 52               | 3                | 1  | 5                    | 6                    | 4                    |                      |                      |
| 2023-2024  | Kings de Los Angeles   | LNH              | 82  | 29               | 44               | 73               | 62               | 5                | 1  | 1                    | 2                    | 4                    |                      |                      |
| 2024-2025  | Kings de Los Angeles   | LNH              | 81  | 35               | 25               | 60               | 38               | 6                | 3  | 4                    | 7                    | 2                    |                      |                      |
| Totaux LNH | Totaux LNH             | Totaux LNH       | 651 | 211              | 277              | 488              | 369              | 49               | 14 | 16                   | 30                   | 46                   |                      |                      |

### En équipe nationale
| Année | Équipe          | Compétition                  |   | PJ | B | A  | Pts | Pun               |  | Résultat |
| 2012  | Suisse - 18 ans | Mémorial Ivan Hlinka         | 4 | 3  | 0 | 3  | 2   | Sixième           |  |          |
| 2013  | Suisse - 18 ans | Mémorial Ivan Hlinka         | 4 | 2  | 0 | 2  | 12  | Sixième           |  |          |
| 2014  | Suisse - 18 ans | Championnat du monde -18 ans | 5 | 4  | 5 | 9  | 8   | Septième          |  |          |
| 2014  | Suisse - 20 ans | Championnat du monde junior  | 5 | 1  | 4 | 5  | 6   | Septième          |  |          |
| 2014  | Suisse          | Championnat du monde         | 7 | 0  | 2 | 2  | 2   | Dixième           |  |          |
| 2015  | Suisse - 20 ans | Championnat du monde junior  | 6 | 4  | 1 | 5  | 16  | Neuvième          |  |          |
| 2015  | Suisse          | Championnat du monde         | 8 | 1  | 2 | 3  | 6   | Huitième          |  |          |
| 2018  | Suisse          | Championnat du monde         | 5 | 1  | 4 | 5  | 6   | Médaille d'argent |  |          |
| 2019  | Suisse          | Championnat du monde         | 8 | 4  | 3 | 7  | 2   | Huitième          |  |          |
| 2023  | Suisse          | Championnat du monde         | 6 | 1  | 5 | 6  | 4   | Cinquième         |  |          |
| 2024  | Suisse          | Championnat du monde         | 8 | 7  | 6 | 13 | 27  | Médaille d'argent |  |          |
| 2025  | Suisse          | Championnat du monde         | 8 | 3  | 7 | 10 | 8   | Médaille d'argent |  |          |

## Trophées et honneurs personnels

### Ligue nationale de hockey
- 2022-2023 : participe au 67e Match des étoiles